# Xinghualing

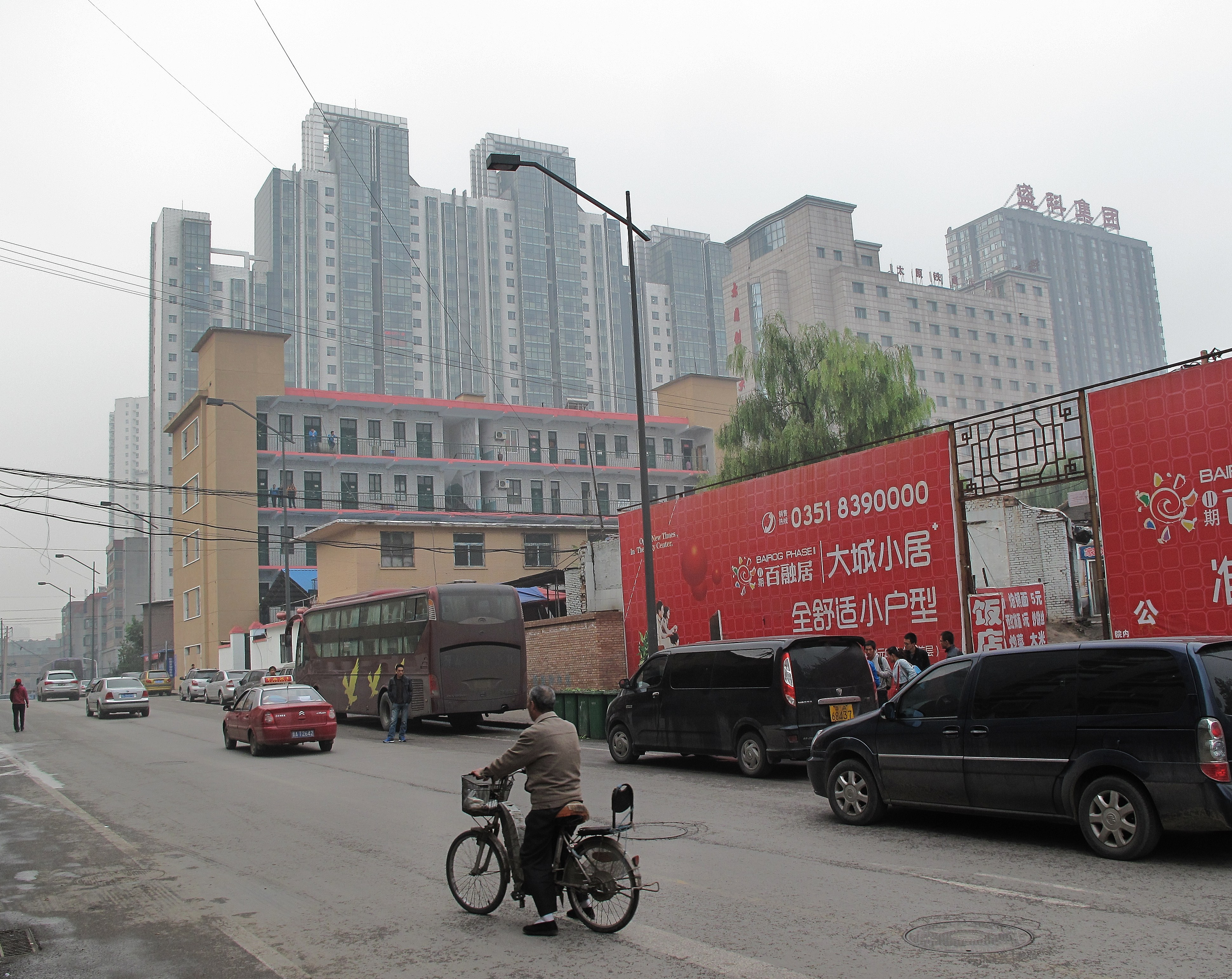
Xinghualing, 2011

Xinghualing (chinesisch 杏花岭区, Pinyin Xìnghuālǐng Qū) ist ein chinesischer Stadtbezirk, der zum Verwaltungsgebiet der bezirksfreien Stadt Taiyuan, der Hauptstadt der Provinz Shanxi, gehört. Er hat eine Fläche von 146,5 km² und zählt 779.479 Einwohner (Stand: Zensus 2020). Er ist Zentrum und Sitz der Stadtregierung von Taiyuan.

## Administrative Gliederung
Auf Gemeindeebene setzt sich der Stadtbezirk aus zehn Straßenvierteln und zwei Gemeinden zusammen. Diese sind:
- Straßenviertel Julun 巨轮街道
- Straßenviertel Sanqiao 三桥街道
- Straßenviertel Gulou 鼓楼街道
- Straßenviertel Xinghualing 杏花岭街道
- Straßenviertel Balingqiao 坝陵桥街道
- Straßenviertel Dadongguan 大东关街道
- Straßenviertel Zhigong Xincun 职工新村街道
- Straßenviertel Dunhuafang 敦化坊街道
- Straßenviertel Jianhe 涧河街道
- Straßenviertel Yangjiayu 杨家峪街道

- Gemeinde Zhongjianhe 中涧河乡
- Gemeinde Xiaofan 小返乡